# Gisela Lorinser
Gisela Lorinser, född 27 september 1856 i Wien, död 1 februari 1899 i samma stad, var en österrikisk författare och tonsättare. Hon var dotter till läkaren Friedrich Wilhelm Lorinser och brorsdotter till botanikern Gustav Lorinser samt till läkaren Karl Ignatius Lorinser.
Redan i ung ålder visade hon sig vara musikaliskt begåvad och fick grundlig musikutbildning i Wien följd av en tvåårig vistelse i Tyskland. Efter återkomsten till hemstaden 1874 var hon verksam som pianist, tonsättare, musiklärare och författare. Hennes litterära verksamhet bestod av både prosa och lyrik.

## Litterära verk
- Aus schöner und banger Zeit (diktsamling), 1895
- Natalie (roman), 1898
- Noveller och dikter i tidskrifter